# Groupe d'artistes
Groupe d'artistes est un portrait de groupe peint par Marie Laurencin en 1908. Cette huile sur toile qui représente l'artiste entourée de Pablo Picasso et sa chienne Fricka à sa droite et de Guillaume Apollinaire et Fernande Olivier à sa gauche est conservée au musée d'Art de Baltimore, aux États-Unis. Le tableau a appartenu à Gertrude Stein.

## Expositions
- Apollinaire, le regard du poète, musée de l'Orangerie, Paris, 2016 — n°12.